# Magányos cédrus (festmény)
A Magányos cédrus Csontváry Kosztka Tivadar 1907-ben készült festménye, a magyar festészet egyik legismertebb alkotása. 
Az alkotó a képet, befejezése után egy évvel, 1908-ban a budapesti Városligetben lévő Iparcsarnokban mutatta be, ekkor katalógusában Egy cédrusfa Libanonból címmel tüntette fel.
1910-ben szeretett volna egy berlini kiállítást is, ami mégsem valósult meg, de a fennmaradt, németül írt műtárgyjegyzékében az alábbi címen jegyezte be a képet: Cédrus Libanonban 1800 m magasan a tengerszint felett Tripolinál. Naplementekor.
A festmény ma használatos címét első monográfusa, Lehel Ferenc adta.
Csontváry későn, negyvenéves korában kezdett festeni, 1893-ban készültek első képei. Munkássága legjelentősebb része nagyjából egy évtizedre korlátozódik, ebben az időszakban viszont sok, több mint száz képe született. Halála előtt tizenkét évvel festette a Magányos cédrust.
Csontváry mai napig nem világhírű, Magyarországon kívül alig ismerik. Képei feltűnést keltettek az 1948−49-es, az 1958-as és az 1962-es párizsi és brüsszeli kiállításokon, az 1994−95-ös Stockholm-Rotterdam-München vándorkiállítás viszont nem hozta meg a várt nemzetközi sikert.

## Keletkezése
A mű születésének körülményeiről korábban nem sokat lehetett tudni. Mivel a művészettörténészek Csontváry több festményéről is bebizonyították, hogy a műtermében illusztrációkról, vagy képeslapokról készültek, a Magányos cédrusnál is sokáig azt gondolták egy rajzról készítette, esetleg egy elképzelt fát jelenített meg, de ő maga sosem járt Libanonban.
Rieder Gábor művészettörténésznek köszönhető, hogy a fát megtalálta, és az is kiderült, nem egymagában állt.
Rieder anyagot gyűjtött a legismertebb magyar festményekhez, a Magányos cédrus különösen felkeltette az érdeklődését. Csontváry cédrusa nem a szokásos, szinte tökéletes fényképtárgy volt, hanem sérült, aszimmetrikus, részben elszáradt növény, ezért a tudós elvetette, hogy a festmény valamilyen fotóról készült volna. A keresést az is nehezítette, hogy Rieder a festményen látottakkal megegyezően egy magányos fát keresett egy kopár völgyben. Sok turistafotót átnézett, remélve, hogy rálel a keresett fára, de nem járt sikerrel. 
Majd a jeruzsálemi Amerikai Kolónia fotóosztályának digitalizált térhatású sztereó fotóinak a gyűjteményének átnézésével folytatta, melyeket az 1900-as évek elején egy ismeretlen szerző készített. A fotóosztály rendszeresen rögzítette a legfontosabb bibliai- és szentföldi helyszíneket. Az archivált képek 1946-ban az Amerikai Egyesült Államokba kerültek, a Kongresszusi Könyvtár digitalizálta és az interneten nyilvánosan megtekinthetővé tette.

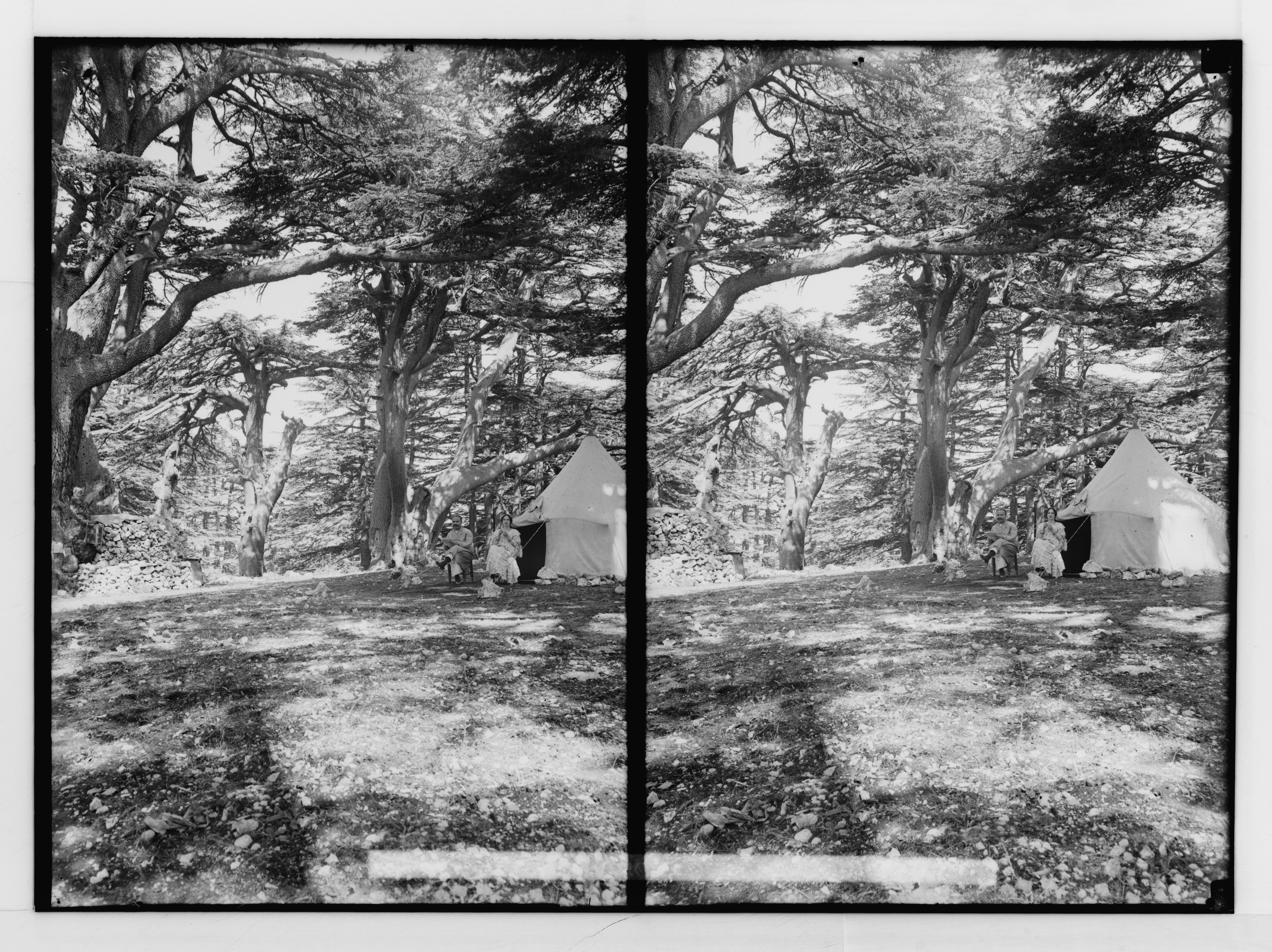
Az Amerikai Kolónia fotóosztályának 1900 körül készült képe, középen Csontváry cédrus modelljével

Az archívumból Rieder elé került egy fénykép, mely az 1700 méter tengerszint feletti Tripoli fölötti hegyekben, egy kopár fennsíkon található Arzal-Rabb nevű kiserdőt ábrázolt. Az Úr cédrusainak nevezett hely ma már a világörökség része, a libanoni kiirtott cédruserdők leghíresebb maradványa.
A képen egy sátrazó házaspár látható, mögöttük középen a jellegzetes sérüléseket mutató modell fa, ami nem volt teljesen ugyanaz, mint a festmény fája, de olyan sokban egyezett, hogy később általánosan elfogadott lett, hogy ez a fa ihlette meg Csontváryt. 
A fénykép vélhetően nem juthatott el a festőhöz, ezért feltételezhető, hogy maga is járt ezen a helyen. Nem valószínű, hogy ekkora méretű képet (194x248 cm) a helyszínen festett volna, inkább vázlatokat rajzolt, majd később ezek alapján készítette el.
Viszont semmilyen ilyen témájú vázlat nem maradt fent, ezért nem tudni, mi volt az igazság, egyáltalán nem készült vázlat, vagy azt a hagyatékot rendezgető rokonság esetleg kidobta.
A modell fáról 2018 januárjában még készítettek fényképeket a ligetben járt turisták, 2019-ben már csak egy pár méteres csonk maradt belőle, végül ez is kidőlt és faanyagnak elhordták az ott lakók. A Csontváry által megörökített fa végleg megsemmisült.
Bsharre cédrusligetében a festmény keletkezésének emlékére a magyar állam 1995-ben emléktáblát állított fel arab és magyar nyelven. A táblát később ismeretlenek összetörték, az erdőgondnokok pedig eltávolították. Készült új felirattal emléktábla, de az már más helyen és egy cédrusfa hajtásához lett kihelyezve.

## Leírása
A cédrus minden szempontból különleges fa. Botanikailag, mert hatalmasra nő és a legtovább élő növényfajta, földrajzilag, mert a korábban hatalmas erdőkkel a teljes északi féltekén előfordult (mára viszont már csak az Atlasz-, a Himalája- és a Libanoni-hegységben található meg valamennyi belőlük), vallásilag pedig isteni tulajdonságokkal felruházott fa volt (a Szentírás hetvenegyszer említi), melyek csak kivételes személyeknek jártak. A reneszánsz humanistái az „örökkévalóság hieroglifájának”, a rómaiak az „öröklét szimbólumának” hívták, Mezopotámia és Egyiptom csodálta kivételes tulajdonságai miatt, mert hatalmasra nő, törzse széles, tömör, nem korhad, a farontó bogarak sem támadják meg és könnyű a megmunkálhatósága. 
1500 éven át folyamatosan szállították el az istenkirályok részére, hogy számtalan igényüket kielégítsék velük. Az egyiptomi fáraók a Libanoni-hegység tövében még kikötőket is létesítettek és innen szállították el az értékes fákat templom-, és hajóépítéshez, valamint a különböző asztalosmunkákhoz.
Annak ellenére, hogy a cédrus mind gazdaságilag, mind vallásilag komoly szerepet játszott évezredeken keresztül az emberiség életében, festményeken nagyon ritkán szerepelt. 
A 19. század környékén kezdtek gyakrabban feltűnni természettudományos-, vagy útikönyvekben, de Csontváry cédrusábrázolása annyira egyedi, hogy kizárható, hogy képeslapról, vagy egyéb illusztrációról készítette volna.
Mivel a festmény is ugyanabból a szögből készült, mint a fénykép, a két képet egymás mellett nézve, annak minden részletét össze lehet hasonlítani. A két fán a csekély különbségeket leszámítva annyira egyezőek a bal oldali csonkok és ágak, a jobb oldali egyedi főcsonk, hogy elfogadást nyert: a fényképen lévő fát örökítette meg, de kiragadta a társai közül és magányosan ábrázolta a kopár vidék közepén.
A művész, mint a festményein általában, a kontrasztos hatás elérésére itt is élénk, erős színeket használt.
A képet a főszereplő cédrus nyugalma, békéje uralja. A középpontban, a kép elején helyezkedik el, a monumentális hatás elérésére a törzsét megnyújtotta, lombkoronáját lelapította, tetejét egészen a vászon felső részéhez ütköztette. A háttérben lévő tájat sötét színekkel tompította el.
Az alkonyati ég gazdag színezete ellenére is harmóniát sugároz. Az ég és a táj elnagyolt, míg a fa minden részlete aprólékosan kidolgozott. 
A törzs repedezett, hámló kérgét többféle barna színnel, vonalkás technikával hozta létre.
A bal oldali ágak a valódi cédrus ágaitól eltérően kecsesen hajladoznak, szinte úsznak a levegőben, a talajon lévő gyökérzete egy kuporgó állathoz hasonlít (a modell cédruson ilyen nem látható), jobb oldali csonkját kicsit lekicsinyítette, de élethűen hagyta a felismerhetőség, valamint szimbolikus bibliai jelentése miatt. Sokszor törtek le a nagy hó tömege miatt a cédrusok ágai, de ez a csonk annyira egyedi, hogy valószínűsíthetően eltért minden más cédruson láthatótól. A műelemzők szerint kést markoló kézre, madárfejre, esetleg szögre hasonlít.
Csontváry festékeit saját maga keverte, máig nem tudták teljes pontossággal azonosítani, hogy pontosan mikből állnak. Valamilyen anilin alapú, tempera alapanyagú, olaj keverékkel dolgozott.
A festménynek számos értelmezése született. A szakirodalom önarcképet, az alkotó magányának kifejezését, de egyben spiritualitást, a lélek felemelkedését is megjelenítve látja.
Vélhetően festménye szimbólumai korának embereihez szólnak, általa írt magyarázó sorai is erre utalnak: "a gondviselés nem pihent, megfestette velem a libanoni öt-hat-ezer éves cédrusfát, melynek egyik ága kardot ránt s fenyegeti a világot".

## Gerlóczy Gedeon
1919. június 20-án meghalt Csontváry, a rokonság pedig elkezdte átnézni hagyatékát. Az egyik fiatal festőrokon értéktelennek minősítve a festményeket javasolta, hogy a nagy méretűeket el kellene adni a fuvarosoknak, mert többek között a ponyva is hiánycikk volt a városban.
A festmények megmentése Gerlóczy Gedeonnak köszönhető.
Gerlóczy Németországban tanult építészetet, huszonnégy évesen a proletárdiktatúra után jött vissza Magyarországra, mikor Budapest még román megszállás alatt volt. Ebben a zűrzavaros időben nem sok esélyt látott, hogy építészeti vállalkozásba tudjon kezdeni, de mikor a Fehérvári (ma Bartók Béla) úton meglátta, hogy egy helyiség kiadó, felment megnézni. A műterem a Hadik-ház emeletén a néhai Csontváry Kosztka Tivadaré volt, aki távolról még rokona is volt az építésznek. Az ott lévő rokonok megengedték, hogy nem csak a helyiséget, de az ott lévő hagyatékot is megnézze. Az első összegöngyölt festmény amit kibontott a Magányos cédrus volt. A kép nagyon megtetszett neki. 
A hagyatékra 1919 novemberében árverést írtak ki. Gerlóczy az árverés előtt megmutatta festőknek, szakértőknek az alkotásokat, de azok óva intették a megvásárlásától, mert teljesen értéktelennek minősítették. Az építész nem hallgatott rájuk, a teljes nagyapai örökségét elköltve, majdnem az összes Csontváry festményt megvette (pedig a vásznakra licitáló fuvarosokkal nem volt könnyű dolga), megkapva vele az alkotó kidobásra szánt feljegyzéseit, iratait is.
Gerlóczy Gedeon nem csak a képeket mentette meg, hanem 1975-ben bekövetkezett haláláig több mint fél évszázadon keresztül küzdött, hogy Csontváryt elismerje a közösség és művei méltó helyre kerüljenek elhelyezésre. 1963-ban a Városligetben még tervezett is egy múzeumot a festményeknek Csontváry eredeti tervei alapján.

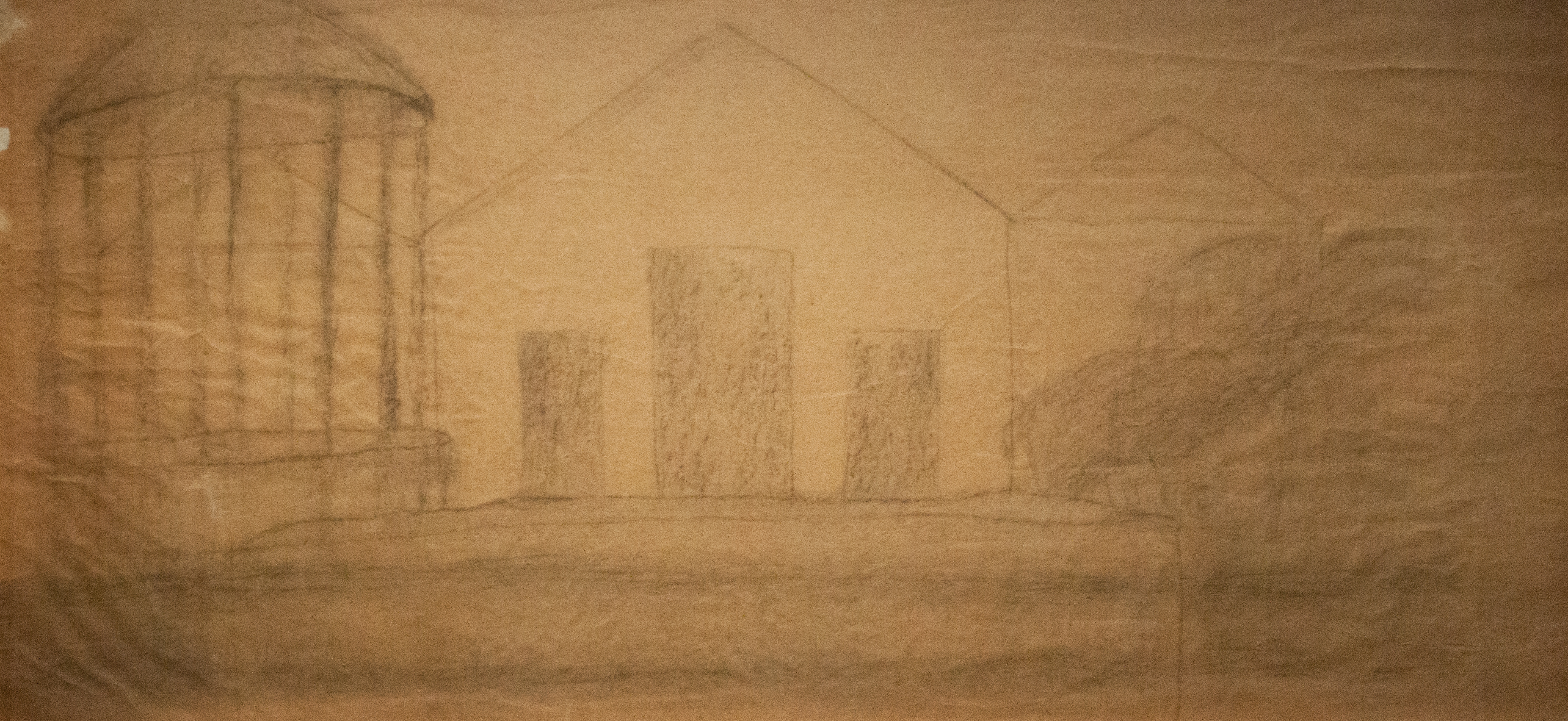
Csontváry rajza 1918-ból saját elképzelt múzeumáról

Három nagy helyiségből állt volna, melyek a legnagyobb festményeiről, a Baalbekről, a Tátráról és a Taormináról kapták volna a nevüket. A hely a pár évvel korábban elbontott Nemzeti Színház helyén a Rákóczi út és a Kiskörút sarkán lett volna. 
Csontváry mindig szerette volna műveit önálló múzeumban látni, de ez az álma sosem valósult meg. Életében festményeire pár vevő akadt volna, de azokat sem adta el, mert úgy tartotta, hogy művei egy egységet alkotnak és az életműve együtt érthető, értékelhető. A saját múzeumát ilyennek írta le:
„A kiállítási helyiség a legforgalmasabb ponton 50 méter hosszú 40 méter széles homlokzattal, 17,6 méter magas három nagy és hat felső világítással volna ellátva.”
A Csontváry képek egy-két kisebb méretű képtől eltekintve csak magángyűjteményekben voltak megtalálhatóak. A legjelentősebb része még 1963-ban is Gerlóczy Gedeon tulajdonában volt.
1939-ben a második világháború közeledtével Gerlóczy féltve a festményeket először az öt nagy festményt, majd később a többi képet is a Szépművészeti Múzeumban helyezte letétbe.
A festmények eredeti helye, Gerlóczy Naphegy utcai lakása a bombázásokban teljesen elpusztult, viszont a festmények a múzeum raktárában megmenekültek. 
A háború után Gerlóczy építészetet tanított a Képzőművészeti Főiskolán, a diákjaival átvitte az iskolába az öt nagy festményt, melyeket a könyvtárban, a díszteremben és a tanári szobákban helyezett el, aminek nem nagyon örültek az ott lévők, nem tartották értékesnek, szépnek a képeket.

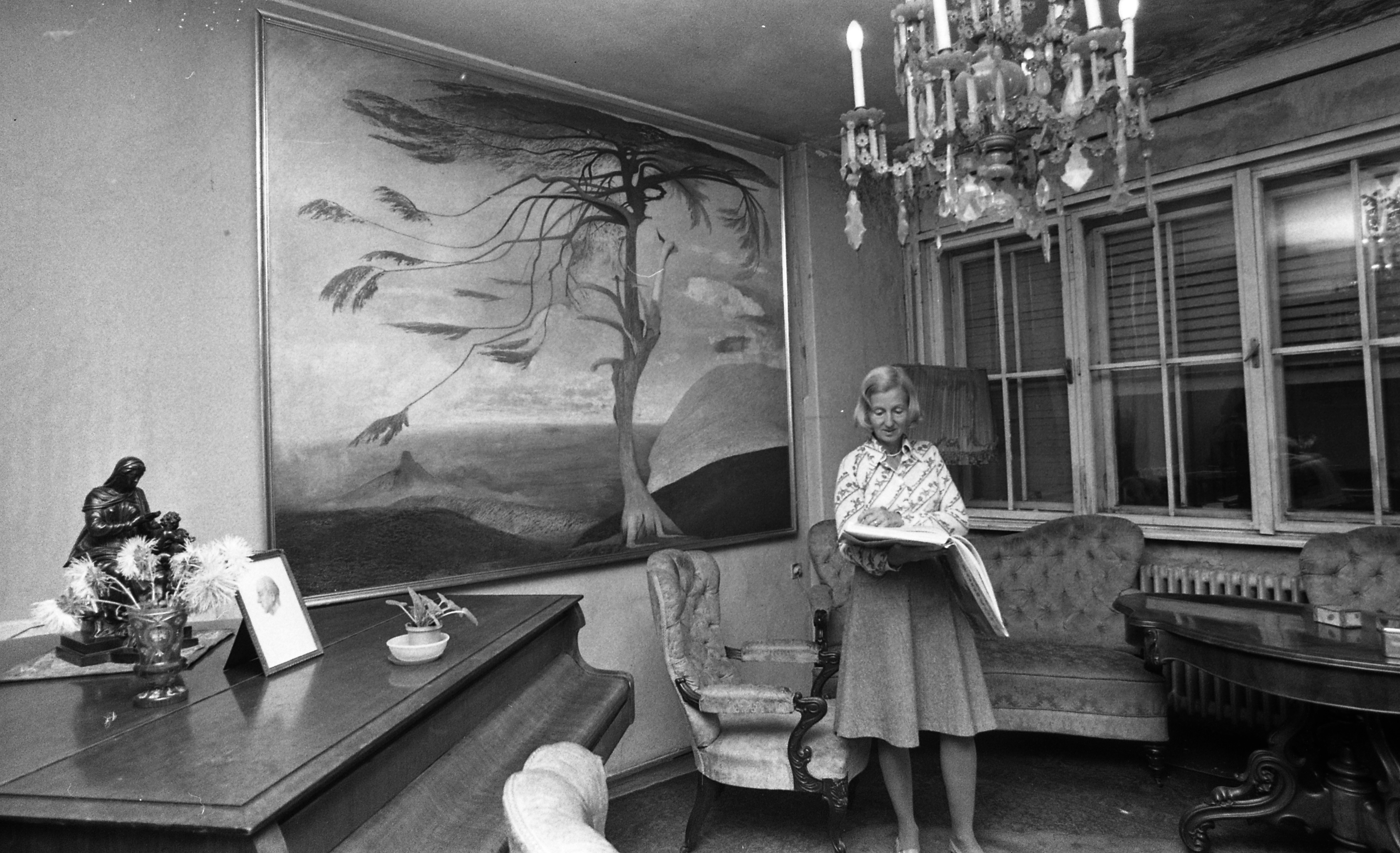
A Magányos cédrus Gerlóczy Gedeon Galamb utca 3. szám alatti lakásában 1979-ben. A festményt Gerlóczy Gedeontól lánya, Gerlóczy Glória (a képen) örökölte és birtokolta, míg köztulajdonba nem került.

1949-ben Gerlóczyt elbocsátották. A főiskolán lévő öt nagy kép Párizsba került, a nagykövetségen mutatták be őket, majd a Musée National d’Art Moderneben, aztán Brüsszelben. Ezután a festmények eltűntek. A Szépművészeti Múzeum 1950-ben csak nyolc sérült, kisebb képet tudott a tulajdonosnak visszaadni. Gerlóczy sikertelenül próbálta felkutatni és visszaszerezni az eltűnt alkotásokat. Hat évvel később táviratot kapott, hogy a festmények megvannak, a Szépművészeti Múzeum vizes pincéjében voltak, bár erősen megrongálódva.
Csontváry festményeit 1963. november 16-án a Szépművészeti Múzeum Márványcsarnokában állították ki. Ez a kiállítás hozta meg a várt fordulatot, tette az alkotót a hazai közönség előtt igazán ismertté és elfogadottá, ami nagy részben Németh Lajosnak, a kor tekintélyes művészeti írójának volt köszönhető.  
Gerlóczy évtizedekig tartó küzdelme, hogy elismerjék Csontváryt végre valóra vált. Viszont a festmények szakszerűtlen restaurálása és szállítása miatt Gerlóczy és a Magyar Nemzeti Galéria között olyan heves vita alakult ki, hogy a tulajdonos beperelte a galériát, a pert évekkel később meg is nyerte.

## Kiállítva
- 1908. Budapest, Városligeti Iparcsarnok, kat: 10. [1907]
- 1910. Budapest, Régi József Műegyetem, kat: 36. [1907]
- 1930. Budapest, Ernst Múzeum, CXIII. kat: 28., CXIV. kat: 111.
- 1936. Budapest, Fränkel Szalon, kat: 1.
- 1946. Budapest, Fillér utca kat: 2.
- 1962. Leningrád, Ermitázs, Moszkva
- 1962. Brüsszel, PalaisdesBeaux-Arts, át. 24.
- 1962. Budapest, MNG; 1963. Belgrád, Izlozbenipaviljon, kat: 27.
- 1963. Székesfehérvár, István Király Múzeum, kat: 24.
- 1963−64. Budapest, Szépművészeti Múzeum
- 1964. Budapest, MNG
- 1973-tól Pécs, a Csontváry Múzeum állandó kiállításán
- 1994. Budapest, Magyar Nemzeti Galéria
- 1994. Stockholm, kat: 66.
- 1994. Rotterdam, kat: 66.
- 1994−95. München, kat: 50.
- 1995. Pécs, Csontváry Múzeum
- 2023. Szépművészeti Múzeum Ión-Pergamon Csarnok[10][11]

## A festmény restaurálásai
- Dénes Jenő: kisebb javítás 1948-ban
- Konzerválás és restaurálás 1951-ben
- Devich Sándor restaurálta, Erdélyi József dublírozta 1961-ben
- Sárdy Brutusz, Révay Kálmánné, Cséka Ervinné restaurálta 1963-ban
- Czakó Ferenc és Tarai Teréz restaurálta szegőszélezve, alumínium rugós vakrámára feszítve 1990−92-ben[10]

## Tulajdonlás
- Gerlóczy Gedeon, Budapest
- Gerlóczy Glória, Kanada
- Magyar Nemzeti Bank, Budapest Csontváry Múzeum, Pécs, letét[10]